# 張文煇
張文煇（1614年5月4日—1645年9月19日），字仲文，號闇生，北直隸順天府通州籍，浙江寧波府鄞縣人，順天府通州官籍，明朝、南明政治人物。

## 生平
張文煇是崇禎六年（1633年）順天鄉試第一百四十九名舉人，七年（1634年）與兄長張文烶一起成進士，在吏部觀政後，授河間府推官，改真定府学教授，次年升任國子監博士，九年（1636年）陞戶部福建司主事，十二年（1639年）連陞福建司員外郎、浙江司郎中，十三年（1640年）遷浙江徽寧道參議，曾在蕪湖抵擋左良玉軍隊南下，後和張晉徵、羅萬爵、李允佐、班衣、陳績、郭軻、楊陞誠等人迎立隆武帝，陞建寧道參政，加大理寺少卿，多次拒守清朝軍隊保衛地方，隆武二年（1645年）八月獨松關、建寧失陷後，他綁者印信投水而死，著有《怡怡堂集》，雍正二年（1724年）入祀鄉賢祠。

## 家族
- 曾祖父恩榮壽官張鐸[3]
- 祖父隆慶元年舉人、臨川縣知縣張汝濟[3]
- 伯祖父嘉靖四十年舉人、鄠縣知縣張汝源[1]
- 父親廩生、贈承德郎張杞芳[2]
- 叔父萬曆四十四年進士、吏部郎中張檉芳[1]
- 兄長同科進士、吏部郎中張文烶[1]
- 妻子楊氏，守節直到去世[1]
- 兒子張士舉，有文名[1]

## 引用
1. 1 2 3 4 5 6 7  光緒《（直隸）通州志·卷八·人物》：張汝濟，字仁甫，號育泉，先世浙之鄞人，以軍籍隸通州衛，少嗜學，兄汝源先登嘉靖四十年賢書……張文烶，字彦彪，號湛生，汝濟家孫，杞芳子，崇禎七年與弟文煇同登進士……張檉芳，號中柱，汝濟子，登萬歴四十四年進士……張文煇，字仲文，號闇生，汝濟孫，杞芳子，崇禎七年與兄文烶同登進士，累遷徽甯兵備副使，左良玉兵南下，禦於蕪湖，左師卻，蕪湖獲全，順治初改建南道，移節邵武，江西寇起、松關失守，繫印於臂沉河死。性孝友，事親色養備，至弟有遺孤撫之若己出，所著有《怡怡堂集》行世，雍正二年祀鄉賢，妻楊守節尋卒，子士舉有文名。
2. 1 2  光緒《（直隸）通州志·卷七·選舉》：（崇禎）六年癸酉科（舉人）……張文煇 見進士……七年甲戌（進士）……張文煇 詳人物志忠烈……文武封贈 明……張杞芳 以子文煇貴封承德郎
3. 1 2 3  《崇禎七年甲戌科進士三代履歷》：張文煇，曾祖鐸恩榮壽官，祖汝濟丁卯舉人陵川知縣誥贈奉政大夫給事中，父杞芳廩生，闇生，易五房，甲寅年三月二十六日生，順天府通州籍，浙江寧波府鄞縣人，癸酉鄉試，會試八十七名，三甲八十九名，吏部觀政，甲□【戌】授河間府□□，升國子監博士，丙子升戶部付建司主事，己卯升付建司員外，升浙江司郎中，庚□升浙江右□議□徽□【庚辰升浙江右參議徽寧道】。
4. ↑  《崇祯柒年甲戌科進士履历便覽》：张文辉，曾祖铎，恩荣寿官；祖汝济，隆庆丁卯举人，临川知县；父廷芳，廪生。闇生，易五房，甲寅年二月二十六日生，通州籍鄞縣人，癸酉一百四十九，會八十七名，三甲八十九名，吏部政，改真定府教授，乙亥升國子博士，丙子升戶部福建司主事，己卯升本司員外，庚辰升浙江司郎中，升浙江參議徽寧道。
5. ↑  錢海岳《南明史·卷四十四·列傳第二十》：（隆武二年八月）甲申，建寧陷，大理少卿張文煇、僉事倪懋熹，御史李大則等死之。
6. ↑  光緒《鄞縣志·卷三十九·人物傳十四》：張文烶，字彥彪，一字湛生 《明州畫史》 ，徙通州 聞志，按太學提名碑錄，文烶通州籍鄞縣人 ，崇禎七年進士 《續稽舊傳》……弟文煇與文烶同榜進士，官徽甯道。
7. ↑  錢海岳《南明史·卷四十四·列傳第二十》：（張晉徵）與羅萬爵、張文煇、李允佐、班衣、陳績、郭軻、楊陞誠等迎立紹宗……文煇，字仲文，鄞縣人，文烶弟。崇禎七年進士。授禮部【戶部】主事，累潛徽寧參議，陞建寧參政，加大理少卿。清兵迫，多方守拒，一郡以安。嵩關陷，沉水死。